# Christy Mack
Christy Mack (South Chicago Heights, 9 maggio 1991) è una modella ed ex attrice pornografica statunitense.

## Biografia
Nata a South Chicago Heights, nell'Illinois, è cresciuta a Edinburgh in Indiana. Nota per l'acconciatura mohawk e per i tatuaggi distribuiti in varie parti del corpo, ha disegnato e realizzato il primo poco prima di compiere 16 anni.

## Carriera
Ha iniziato la sua carriera come modella posando per servizi fotografici pubblicati in riviste del settore dei tatuaggi come Rebel Ink e Inked Girls. Ha anche fatto foto e video per i siti web delle case cinematografiche Brazzers e Bang Bros.
Nel 2011 ha iniziato la sua carriera di attrice pornografica, comparendo in Spring Break 2011 prodotto da DreamGirls. Ha recitato anche in produzioni Elegant Angel, Evil Angel e Wicked Pictures. Nel 2012 la Mack ha interpretato anche il personaggio dell'universo DC Comics Zatanna nella pornoparodia The Dark Knight XXX della casa di produzione Vivid Entertainment.
Nell'aprile 2013 ha lanciato il suo sito web ufficiale in collaborazione con Puba ed ha vinto i premi Miss FreeOnes e Best Newcomer FreeOnes messi in palio da FreeOnes. Nel mese di luglio dello stesso anno ha girato la sua prima scena a quattro nel film porno Wanderlust, prodotto da Wicked Pictures; a ottobre 2013 le è stato assegnato anche il Venus Award della categoria Best Actress International e rilascia un'intervista in cui dice di voler smettere di fare l'attrice pornografica appena avrà guadagnato il denaro sufficiente per ritirarsi, ipotizzando di chiudere la sua carriera entro i due anni successivi. A novembre dello stesso anno, la compagnia Fleshlight ha iniziato la commercializzazione di Attack e Booty, due sex toys della Mack.
Nel 2014 è tra i protagonisti del film Rambone: A Dream Zone Parody, parodia porno dei film con protagonista Rambo prodotta dallo studio Dream Zone Entertainment, vince l'AVN Award assegnato dai fan nella categoria Most Promising New Starlet ed il XBIZ Award come best new starlet e organizza The Mack Tour, esibendosi negli strip club di 30 città. A luglio dello stesso anno, in un'intervista ha affermato di non aver più recitato in un film pornografico da circa 10 mesi, dicendo di essere disponibile a partecipare a nuove produzioni, essendo impegnata in altre attività tra cui il suo negozio online, la creazione di prodotti personalizzati e apparizioni ad eventi.
Nel 2015, durante un'intervista al ESPN.com in cui racconta la sua vita antecedente all'ingresso nell'industria pornografica, conferma il suo ritiro dai set cinematografici a luci rosse.

## Vita privata

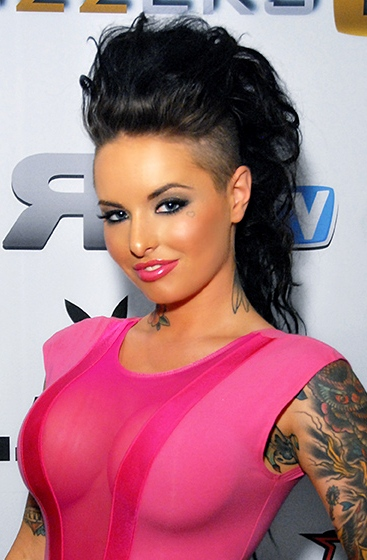
Christy Mack al AVN Expo di Las Vegas 2013

All'età di 18 anni si è sposata, ma dopo aver ricevuto proposte per posare nuda ha lasciato il marito per trasferirsi a Miami dove ha iniziato la sua carriera di modella.
Nel 2013 ha avuto una relazione con War Machine, lottatore della Bellator MMA. La coppia ha posato nuda per il numero della rivista pornografica Hustler di gennaio 2014. Durante la relazione, l'attrice si è inoltre tatuata un timbro rosso sulla spalla destra con la scritta "Property of War Machine", coperto con un nuovo tatuaggio nel 2015.
L'8 agosto 2014, è stata aggredita nella sua casa a Las Vegas da War Machine. Trasportata in ospedale, le vengono riscontrate 18 microfratture intorno agli occhi, una frattura al naso, alcuni denti mancanti, una costola fratturata, danni al fegato e lividi in varie parti del corpo. Il 15 agosto 2014 War Machine è stato arrestato a Simi Valley ed il 5 giugno 2017 è stato condannato all'ergastolo con possibilità di libertà condizionale dopo 36 anni.

## Riconoscimenti
- XBIZ Awards
  - 2014 – Best New Starlet

## Filmografia parziale
- Spring Break 2011 (2011)
- 3 Pornstars Demolish the Dorm (2012)
- Anal Lessons 1 (2012)
- Anal with an attitude (2012)
- Ass Parade 38 (2012)
- Big Tit Cream Pie 17 (2012)
- Let's Try Anal 1 (2012)
- Tattooed Anal sluts 1 (2012)
- Christy Mack does Miami (2013)
- First DP for Christy Mack (2013)
- Girls of Bang Bros 19: Christy Mack (2013)
- I Am Christy Mack (2013)
- Inked Angels 1 (2013)
- Wanderlust (2013)
- Christy Mack and friends (2014)